# Johnny Ringo (Fernsehserie)
Johnny Ringo ist eine US-amerikanische Westernserie, die von 1959 bis 1960 lief. Die Hauptrollen spielten Don Durant und Mark Goddard.

## Inhalt
Der sehr bekannte Revolverheld Johnny Ringo hat es satt, ständig von jungen Möchtegern-Revolverhelden gejagt und herausgefordert zu werden. Darum nimmt er das Angebot der aufstrebenden Stadt Velardi, Arizona, an, dort Sheriff zu werden. In seinem zukünftigen Büro trifft er als erstes Case Thomas, den schlimmsten Trinker der Stadt, der vom vorherigen Sheriff aus einem Witz heraus zum Deputy gemacht wurde. Als der Sheriff im Dienst erschossen wurde, übernahm Case übergangsweise dessen Amt. Johnnys erste Tat als Sheriff ist es, Case als Deputy einzustellen. Er verspricht Cases Tochter Laura, ihren Vater in seiner Rolle ernst zu nehmen, auch um ihn von seiner Sucht zu heilen. Schon bald zeigt sich, dass Case ein Waffenschmied ist, der schon seit Jahren an einer Pistole gearbeitet hat, zu der er von einem Franzosen namens LeMat inspiriert wurde. Sie kann sieben Schuss abgeben, wobei der Extraschuss ein deutlich größeres Kaliber hat. Case schenkt Johnny diese Pistole, die einen Unterschied machen soll.

## Hintergrund
Johnny Ringo war ein bekannter Revolverheld im Wilden Westen. Es ist allerdings nicht klar, inwiefern er ein Vorbild für die Serie war, Ähnlichkeiten gab es so gut wie gar keine. Dick Powell, Mitbesitzer von Four Star Productions und Hauptverantwortlicher für die Serie Abenteuer im wilden Westen, beauftragte den damals noch relativ unbekannten Drehbuchautor Aaron Spelling, Ideen für eine neue Westernserie über Johnny Ringo zu entwickeln. Dieser kam auf die Idee mit dem Revolver, der sieben Schüsse abgeben kann. Als Pilotfolge für die neue Serie wurde am 5. März 1959 die Folge The Loner, auch Man Alone genannt, der Anthologie-Serie Abenteuer im wilden Westen ausgestrahlt. Thomas Mitchell spielte darin den Case, Marilyn Erskine die Laura und Don Durant den Johnny Ringo.
Am 1. Oktober 1959 startete die Serie Johnny Ringo auf CBS. Die erste Folge war praktisch eine Neuverfilmung von The Loner, nur war Johnny Ringo nun die Hauptrolle, Thomas Mitchell wurde durch Terence De Marney und Marilyn Erskine durch Karen Sharpe ersetzt. Außerdem blieb Johnny Ringo im Gegensatz zu The Loner in Velardi, und Case starb nicht. In der zweiten Folge kam Mark Goddard als Cully dazu. Dies war Goddards erste Fernsehrolle. Johnny Ringo war auch die erste Serie, die von Aaron Spelling produziert wurde.
Johnny Ringo gilt als die einzige Primetime-Westernserie im US-amerikanischen Fernsehen, bei der der Star der Serie das Titellied nicht nur sang, sondern auch geschrieben hatte. Dieses Lied wurde als Single bei RCA veröffentlicht, war aber nicht erfolgreich. Zwei der Folgen, The Reno Brothers und Border Town waren als Pilotfolgen für neue Serien konzipiert. Allerdings wurde keine dieser Serien produziert.
Johnny Ringo wurde nach einer Staffel trotz guter Ratings abgesetzt. Als Grund dafür wird angegeben, dass kein geeigneter Sponsor für die Serie gefunden wurde. Ab 1965 wurde Johnny Ringo zusammen mit den Westernserien The Westerner, Black Saddle und Law of the Plainsman in den USA unter dem gemeinsamen Serientitel The Westerners gezeigt.
Im deutschsprachigen Raum war Johnny Ringo als Serie nicht im Fernsehen zu sehen. Das ZDF folgte ab 1972 aber dem Beispiel von The Westerners. Zwischen dem 5. April 1972 und dem 11. April 1973 liefen daher 18 Folgen unter dem Seriennamen Von Cowboys, Sheriffs und Banditen. Dabei wurde Johnny Ringo von Thomas Danneberg und Laura Thomas von Ursula Herwig gesprochen. Auch Michael Chevalier und Klaus Miedel sprachen Figuren aus Johnny Ringo.

## Episoden
| Nr. (ges.) | Nr. (St.) | Deutscher Titel                         | Originaltitel         | Erstausstrahlung Vereinigte Staaten | Deutschsprachige Erstausstrahlung (D) | Regie              | Drehbuch                       |
| --- | --------- | --------------------------------------- | --------------------- | ----------------------------------- | ------------------------------------- | ------------------ | ------------------------------ |
| 1 | 1         | Johnny Ringo wird Sheriff               | The Arrival           | 1. Okt. 1959                        | 5. Apr. 1972                          | Howard W. Koch     | Aaron Spelling                 |
| Johnny Ringo wurde vom Bürgermeister (Willis Bouchey) eingestellt, um den verbrecherischen Saloonbesitzer Moss Taylor (James Coburn) aus der Stadt vertreiben. Es kommt zu einem Shootout mit Taylor und seiner Bande, in dem Johnny Ringo dank seines Spezialrevolvers alle Gangster töten kann. |           |                                         |                       |                                     |                                       |                    |                                |
| 2 | 2         | Johnny Ringo unter Verdacht             | Cully                 | 8. Okt. 1959                        | 10. Mai 1972                          | Howard W. Koch     | Aaron Spelling, Stephen Lord   |
| Kid Ardonis, ein junger Scharfschütze kommt mit seinem Manager Max (Bruce Gordon) nach Velardi. Max veranlasst ein Shootout zwischen Kid und Johnny Ringo an, da er sich viel Geld davon verhofft. Um sicher zu gehen, will er selbst Johnny dabei erschießen. Kid erfährt im letzten Augenblick davon und schießt auf Max, während Johnny ihm in die Schulter schießt. Auf Betreiben von Case wird Kid, jetzt Cully genannt, der neue Deputy. |           |                                         |                       |                                     |                                       |                    |                                |
| 3 | 3         | Johnny Ringo und die feindlichen Bürger | The Accused           | 15. Okt. 1959                       | 16. Aug. 1972                         | Lamont Johnson     | Frederick Louis Fox            |
| Virgil Kincaid (Robert Gist) wird beschuldigt, eine Frau ermordet zu haben. Ihr sechsjähriger Sohn (Ron Howard), der einzige Zeuge, identifiziert jeden, der gerade auf der Anklagebank sitzt. Daher spricht die Jury Kincaid frei. Der Richter muss dem widerwillig folgen. Die Stadt mobbt Kincaid, bis der beim Kampf um sein Vieh auf einen Mann schießt. Es folgt eine wilde Jagd, bei der Johnny Ringo Kincaid erschießen muss. Kurz darauf kommt ein Kopfgeldjäger mit einem erschossenen Mörder in die Stadt. Der hatte gestanden, die Frau umgebracht zu haben. |           |                                         |                       |                                     |                                       |                    |                                |
| 4 | 4         | Johnny Ringo und sein Freund Cully      | A Killing for Cully   | 22. Okt. 1959                       | 19. Juli 1972                         | Howard W. Koch     | David Chandler                 |
| Als Cully den betrunkenen Jack Walsh, der im Saloon um sich schießt, beruhigen will, startet der ein Shootout, bei dem Cully ihn erschießt. Da er das erste Mal jemanden erschossen hat, verzweifelt Cully. Er gibt den Deputystern ab und will Velardi verlassen. Red (Arch Johnson), Dick (Bing Russell) und Bert (Joseph V. Perry) Walsh wollen ihren Bruder rächen. Red schickt den vernünftigeren Dick zum Verhandeln zu Johnny Ringo, während er und Bert auf Cully schießen. Sie treffen ihn nicht, dafür verletzen sie Dick, bevor Johnny und Cully sie überwältigen können. Cully wird wieder Deputy. |           |                                         |                       |                                     |                                       |                    |                                |
| 5 | 5         | -                                       | The Hunters           | 29. Okt. 1959                       | -                                     | Howard W. Koch     | Barney Slater                  |
| Johnny Ringo und Cully unterstützen zwei Wärter des Gefängnisses in Yuma bei der Jagd nach drei Geflüchteten. Kaum sehen sie den ersten, erschießt einer der Wärter, Beecher (Paul Richards), ihn ohne Vorwarnung von hinten. Johnny gelingt es, die beiden anderen Geflohenen, Sam Howell (Michael Hinn) und Cather (Karl Lukas), unterstützt durch Howells Frau (Fiona Hale) lebend zu fassen und die Wärter allein zurück nach Yuma zu schicken. |           |                                         |                       |                                     |                                       |                    |                                |
| 6 | 6         | Johnny Ringo und der Gefangene          | The Posse             | 5. Nov. 1959                        | 31. Mai 1972                          | John English       | Robert Sherman                 |
| Jesse Mead (Richard Devon), ein alter Freund, bringt Johnny Ringo dazu, ihn festzunehmen. Kurz danach kommt Corning (Walter Sande) mit zwei Begleitern und verlangt, dass ihm Mead ausgeliefert werde. Johnny verweigert das. Daraufhin hetzt Corning die Stadtbewohner gegen Johnny auf, die daraufhin das Sheriffbüro angreifen. Corning und seine Komplizen rauben inzwischen die Stadt aus. Johnny will Mead in ein anderes Gefängnis bringen, doch hält ihn die Diebesbande, zu der Mead ebenfalls gehört auf. Schließlich kann er die drei überwältigen, der fliehende Mead wird von dem lange pensionierten Bürgerkriegsgeneral Hickey (Carter DeHaven), den niemand mehr ernst nimmt, überwältigt.                                                                                          |           |                                         |                       |                                     |                                       |                    |                                |
| 7 | 7         | Johnny Ringo und die Geisterkutsche     | Ghost Coach           | 12. Nov. 1959                       | 28. Juni 1972                         | John English       | William Link, Richard Levinson |
| Johnny und Cully finden zufällig eine Militärkutsche aus dem 15 Jahre zurückliegenden Bürgerkrieg mit einem Skelett darin. Sie melden das der Army, die Colonel Platt (Carl Benton Reid) zur Untersuchung schickt. Kurz darauf werden nacheinander zwei Geschäftsleute aus Velardi erschossen. Ed Nelson (Phillip Pine), der sich verdächtig gemacht hat, will fliehen, aber Johnny verhaftet ihn. Platt, der die Morde begangen hat, übernimmt Nelson von Cully. Nelson und die anderen drei sollten im Bürgerkrieg einer Einheit von 67 Mann einen Rückzugsbefehl übermitteln, desertierten aber. Die 67, darunter der Sohn von Platt, starben deswegen. Johnny hindert Platt daran, Nelson zu töten, doch Nelson schlägt Johnny nieder und schießt auf Platt. Dieser erschießt Nelson nun doch.  |           |                                         |                       |                                     |                                       |                    |                                |
| 8 | 8         | -                                       | Dead Wait             | 19. Nov. 1959                       | -                                     | William D. Faralla | John Falvo                     |
| Johnny Ringo soll zwei Verbrecher, Maxie Dolan (Elisha Cook) und Arnold Riker (Peter Whitney), mit einer Kutsche nach Yuma bringen, wo sie gehenkt werden sollen. Auf dem Weg gerät die Kutsche in einen Felssturz, nur die beiden Gangster und Johnny, der aber verletzt, überleben. Dolan kommt an eine Waffe und will Riker, der ihn ständig bedroht, erschießen. Johnny muss eingreifen und erschießt Dolan. Nach einem tagelangen Fußmarsch durch die Wüste bringt er Riker nach Yuma. |           |                                         |                       |                                     |                                       |                    |                                |
| 9 | 9         | Johnny Ringo und der Wundermann         | The Rain Man          | 26. Nov. 1959                       | 13. Sep. 1972                         | Dick Moder         | William Link, Richard Levinson |
| Sommer in Velardi. Es ist heiß und trocken, lange hat es nicht geregnet. Ein Mann ohne Namen, mit langem Bart und in einer Kutte (John Carradine) verspricht Wasser und findet tatsächlich welches. Für mehr müssen die Bewohner eine Kiste mit Gold füllen. Dann lässt er sie außerhalb der Stadt graben, während sein Komplize die Kiste stehlen will. Johnny Ringo verhindert dies, und lässt den Namenlosen weitergraben. |           |                                         |                       |                                     |                                       |                    |                                |
| 10 | 10        | Johnny Ringo und der Tiger              | The Cat               | 3. Dez. 1959                        | 11. Okt. 1972                         | Frank Baur         | Richard Newman, Stephen Lord   |
| Cyrus Hampton (Cecil Kellaway), ein todkranker Millionär, will vor seinem Tod noch den Königstiger, den er mitgebracht hat, freilassen und jagen, weil seine Mutter von einem solchen Tier getötet worden war. Johnny Ringo verbietet dies, doch kommt der Tiger ein paar Meilen vor der Stadt bei einem Unfall frei, als Hamptons Diener Keating (Archie Duncan) ihn zum geplanten Ort der Jagd bringen will. Als der Tiger einen Cowboy verletzt, jagen ihn alle. Hampton bekommt den ersten Schuss, trifft aber nicht und wird tödlich verwundet. Johnny Ringo erschießt den Tiger mit seiner verstärkten Extrapatrone, versichert aber Hampton, dass er erfolgreich gewesen sei. |           |                                         |                       |                                     |                                       |                    |                                |
| 11 | 11        | -                                       | Love Affair           | 17. Dez. 1959                       | -                                     | Don Taylor         | Stephen Lord                   |
| Die Sängerin Ronna Desmond (Gloria DeHaven) will endlich ihren selbstsüchtigen Freund, den berüchtigten Barney Chisom (Gerald Mohr), verlassen. Das gelingt ihr aber erst, nachdem sie auf ihn geschossen hat. Sie flüchtet nach Velardi. Cully ist von ihr hingerissen, und bald sind die beiden ein Paar. Doch Chisom hat überlebt und findet sie. Cully will Chisom mit vorgehaltener Pistole verjagen, doch Ronna versucht ihn zu schützen. Dabei schlägt Chisom Cully nieder und erschießt Ronna. Chisom versucht zu fliehen. Dabei gerät er in eine Schießerei mit Johnny Ringo und wird von diesem erschossen. |           |                                         |                       |                                     |                                       |                    |                                |
| 12 | 12        | -                                       | Kid with a Gun        | 24. Dez. 1959                       | -                                     | Paul Henreid       | T. E. Brooks                   |
| Die kleine Josie Wilkins kommt zu Johnny Ringo und sagt, ihr Vater habe sich mit einem Mann getroffen, der ihn dann ermordet habe. Als Johnny mit Josie zum Tatort reitet, ist dort nichts zu finden, und auch andere Nachforschungen bleiben ergebnislos. Johnny bringt sie zu Laura, doch bald wird sie von Sam Stoner (Robert F. Simon) entführt. Er teilte sich mit Josies Vater eine Mine, wollte aber das Ergebnis seiner Arbeit für sich allein behalten und ermordete Wilkins. Josie ist die Einzige, die noch zwischen ihm und dem Geld steht. Sein Sohn Bill (Vic Morrow) stellt sich auf Josies Seite. Daraufhin greift Sam beide an. Johnny will klären, Sam schießt aber auf ihn und wird erschossen. Bill und Josie werden sich die Mine teilen.                                      |           |                                         |                       |                                     |                                       |                    |                                |
| 13 | 13        | -                                       | Bound Boy             | 31. Dez. 1959                       | -                                     | Tom Gries          | Tom Gries                      |
| Laura wird in ihrem Haus von einem Einbrecher bedroht. Jamie (Tim Considine) ist 400 Meilen weit von seinem Pflegevater Aben Burke (James Westerfield) weggelaufen, weil der ihn wie einen Sklaven behandelt. Doch dieser ist ihm zusammen mit seinem Sohn Miles (George Brenlin) und dem Pflegesohn Jeb (Ralph Votrian) gefolgt. Miles und Jeb erwischen Jamie und schlagen ihn zusammen. Als Johnny Ringo das sieht, befiehlt er Burke, auf einen Arzt zu warten, doch Burke reist trotzdem mit den Jungen ab. Johnny reitet hinterher und sieht, wie Burke und sein Sohn Jamie auspeitschen. Als Johnny einschreitet, greift Burke ihn an; Johnny erschießt ihn. |           |                                         |                       |                                     |                                       |                    |                                |
| 14 | 14        | -                                       | East Is East          | 7. Jan. 1960                        | -                                     | Laurence Stewart   | Wilton Schiller                |
| Agnes St. John (Debra Paget) ist auf dem Weg nach Velardi, um für ein Buch über den Westen zu recherchieren, und um dort die Gräber ihrer Eltern und ihres Bruders zu besuchen. Kurz vor dem Ziel wird ihre Postkutsche überfallen; sie ist die einzige Überlebende. Johnny Ringo und Cully untersuchen den Vorfall, wobei die Täter erfahren, dass es eine Zeugin gibt. Agnes will die Nachbarstadt Nueva Pachuca besuchen. Johnny verweigert ihr dies, da es dort zu gefährlich ist, doch sie kann Cully überreden. In Nueva Pacheca werden sie von den Gangstern erkannt. Mit der Hilfe von Johnny Ringo können sie aus der Stadt fliehen, wobei die Postkutschendiebe umkommen. Agnes bleibt noch etwas in Velardi, um bessere Eindrücke des Westens zu bekommen.                               |           |                                         |                       |                                     |                                       |                    |                                |
| 15 | 15        | -                                       | The Poster Incident   | 14. Jan. 1960                       | -                                     | Dick Moder         | P. K. Palmer                   |
| Beim Drucken vertauscht ein abgelenkter Lehrling die Bilder eines Steckbriefes wegen Mord und eines Wahlplakates. Daher wird der Mörder Silky Carter (Gene Raymond) mit einem Politiker verwechselt, der Spendengelder einsammeln soll. Carter will das Geld, erschießt daher den Politiker bei dessen Ankunft und wechselt die Identitäten. Außerdem muss er seinen Komplizen Grailey (James McCallion) erschießen, der ihn sonst verraten hätte. Schließlich kann er die 2000 $ von Bankdirektor Mr. King (Raymond Bailey) entgegennehmen und reist ab. Johnny folgt ihm, um das Kopfgeld zu übergeben, doch Carter fällt aus der Rolle, flüchtet und schießt. Johnny erschießt ihn. Erst danach kommt die Meldung über die vertauschten Bilder.                                                  |           |                                         |                       |                                     |                                       |                    |                                |
| 16 | 16        | -                                       | Die Twice             | 20. Jan. 1960                       | -                                     | Dick Moder         | Frederick Louis Fox            |
| Johnny Ringo möchte den Mörder Boone Hackett (Gene Evans) exhumieren lassen, er zweifelt daran, dass er wirklich tot ist. Daher hat er dessen Frau Lydia Hackett (Jean Allison) kommen lassen, damit sie die Erlaubnis unterschreibt. Hackett, der tatsächlich nicht tot ist, will sie davon abhalten, und erschießt sie, als er sie nicht überreden kann. Er schickt seinen Komplizen Roy Kretcher (Paul Sorensen), das Dokument zu holen, doch der scheitert und wird erschossen. Hackett öffnet sein Grab, in dem 22.000 Dollar gelagert sind. Dann will er einen anderen Leichnam hineinlegen, wird dabei aber von Johnny, der mittlerweile die Leiche von Linda Hackett gefunden hat, erwischt und bei einem Kampf erschossen.                                                                 |           |                                         |                       |                                     |                                       |                    |                                |
| 17 | 17        | -                                       | Four Came Quietly     | 28. Jan. 1960                       | -                                     | R. G. Springsteen  | Frederick Louis Fox            |
| Billy Boy Jethro (L. Q. Jones) belästigt Laura, wird aber schnell von Johnny Ringo zusammengeschlagen und ins Gefängnis gesteckt. Molly Crawford (Eve McVeagh) wirft ihm durchs Fenster eine Waffe in die Zelle, sodass Billy Boy freikommen kann. Er wird aber schnell von Johnny erwischt und beginnt eine Schießerei, in deren Verlauf er erschossen wird. Sein Vater Gabe (Jay C. Flippen) kommt in die Stadt, überwältigt Johnny und Cully und sperrt sie in die Zelle. Da der Schlüssel davor liegen gelassen wurde, kommen die beiden relativ schnell aus der Zelle, vor dem Gebäude warten die vier. Bei der resultierenden Schießerei sterben alle vier Jethros, eine Verbrecherfamilie. Molly wird verletzt.                                                                              |           |                                         |                       |                                     |                                       |                    |                                |
| 18 | 18        | Johnny Ringo und die Lügner             | The Liars             | 4. Feb. 1960                        | 8. Nov. 1972                          | Laurence Stewart   | Barney Slater                  |
| Johnny Ringo und Cully bekommen Besuch von Marshall Spencer (Wally Brown). Es gab einen Bankraub mit zwei Toten, das gestohlene Geld ist verschwunden, und alle vier Beteiligten verhaftet. Unklar ist, wer nicht in der Bank war und daher nicht gehenkt werden sollte. Um zu ermitteln, wer das ist, wird Johnny als Gefangener eingeschleust. Zunächst findet er nichts heraus, doch bald können alle fünf ausbrechen. Mills Walker (John Larch), der Anführer, muss die anderen nun ausbezahlen. Dabei stellt sich schnell heraus, dass Willie Borman (Ken Mayer) der Gesuchte ist. Die anderen drei wollen ihm nichts geben und Johnny töten. Johnny kann mit Unterstützung von Willie, der jetzt einen Zeugen hat, zwei der anderen töten und den dritten gefangen nehmen.                    |           |                                         |                       |                                     |                                       |                    |                                |
| 19 | 19        | -                                       | Mrs. Ringo            | 11. Feb. 1960                       | -                                     | Laurence Stewart   | Peggy Witt, Stephen Lord       |
| Eine Frau (Mona Freeman) kommt nach Velardi und gibt sich als Marilyn Ringo, Johnnys Ehefrau, aus. Sie hat ein entsprechendes Hochzeitszertifikat dabei. Ihr früherer Mann Jack King (Grant Richards), mit dem sie ein Hotel ausgeraubt hatte, kommt auf ihre Bitte hin ebenfalls nach Velardi. Wie Marilyn, die das Geld für sich alleine haben will, geplant hatte, zwingt King Johnny zu einem Duell, wird dabei aber schwer verletzt. King wird zu einem Arzt gebracht, der aber unterwegs ist. Marilyn schickt alle weg und nimmt dem sterbenden King das Geld weg. Der schafft es gerade noch, sie zu erschießen, bevor er selbst stirbt. Das Zertifikat hatte sie gefälscht. |           |                                         |                       |                                     |                                       |                    |                                |
| 20 | 20        | -                                       | The Assassins         | 18. Feb. 1960                       | -                                     | David Lowell Rich  | Teddi Sherman                  |
| Die Tänzerin Lily (Connie Hines) und ihr Freund Josh (Dennis McMullen) werden von Chad Tomstedter (Ed Nelson) belästigt. Dieser schafft es immer wieder, andere so lange zu provozieren, bis er sie in „Notwehr“ erschießen kann. Andy Baranov (Akim Tamiroff), der aus Russland flüchtete und von zwei russischen Polizisten verfolgt wird, freundet sich mit Johnny Ringo an und sympathisiert auch mit Lily und Josh. Wissend, dass er ohnehin bald sterben wird, provoziert er Tomstedter und lässt ihn glauben, er ziehe eine Waffe. Der erschießt ihn. Johnny hat nun einen Anlass, Tomstedter zu verhaften. Also zieht dieser die Waffe und wird von Johnny erschossen. |           |                                         |                       |                                     |                                       |                    |                                |
| 21 | 21        | Johnny Ringo und die Reno-Brüder        | The Reno Brothers     | 25. Feb. 1960                       | 13. Dez. 1972                         | Dick Moder         | John Falvo                     |
| Mike (Ben Cooper) und Chris (James Beck) Reno wollen den Tod ihrer Brüder rächen. Vier der fünf Mörder haben sie schon erwischt, der letzte ist Scarrbro (Jacques Aubuchon), ein gesuchter Verbrecher, von dem es aber kein Bild gibt. Er versteckt sich in Velardi und lässt Postkutschen überfallen. Mit Unterstützung der beiden kann Johnny Ringo Scarrbro finden und seine Bande verhaften. Die Renos erschießen Scarrbro. Johnny wirbt die beiden als Deputies für den Marshall an. |           |                                         |                       |                                     |                                       |                    |                                |
| 22 | 22        | Johnny Ringo und der Kopfgeldjäger      | The Raffertys         | 3. März 1960                        | 3. Jan. 1973                          | Paul Henreid       | David Chandler                 |
| Vor einigen Jahren hat ein betrügerischer Bauunternehmer Geld aus Velardi gezogen. Ben Rafferty (Lon Chaney junior) hatte besonders gegen ihn opponiert und durch ihn Frau und Haus verloren. Der Bauunternehmer wurde kurz darauf hinterrücks erschossen. Velardi war sich sicher, Rafferty habe ihn erschossen, sodass der sich seitdem mit seinem Sohn Lee (Richard Bakalyan) und seiner Tochter Emily (Roxane Berard) in den Bergen versteckt. Nun möchte der Gouverneur die Sache geklärt haben, weshalb ein Kopfgeld auf Rafferty ausgesetzt ist, auf das der Kopfgeldjäger Slim Pardee (Charles Cooper) aus ist. Johnny Ringo kann Rafferty überreden, sich dem Gericht zu stellen, das ihn dann auch freispricht. Außerdem nimmt Johnny den Kopfgeldjäger fest.                             |           |                                         |                       |                                     |                                       |                    |                                |
| 23 | 23        | Johnny Ringo und der wilde Bulle        | Uncertain Vengeance   | 10. März 1960                       | 17. Jan. 1973                         | Laurence Stewart   | John Falvo, Dan Spelling       |
| Der Verbrecher Red Crale (Wesley Lau) und seine Frau Suzanne (Stella Stevens) sind zu Besuch bei seiner Mutter Emilia (Sarah Selby). Reds Bruder Harley (Don Dubbins) will sich Red anschließen. Emilia will wenigstens ihren zweiten Sohn schützen und klärt Johnny Ringo über Red auf. Als Johnny auf die Farm der Crales kommt, versucht Red mit mehreren Tricks, Johnny umzubringen, stirbt aber, als eine Kugel von einem Stein in seinen Rücken abprallt. Suzanne versucht, Johnny umzubringen (unter anderem mit Dynamit im Sheriffsbüro). Hayley entführt Suzanne und lockt damit Johnny Ringo zur Farm. Er überwältigt ihn und will ihn von einem Stier umbringen lassen. Cully kommt rechtzeitig, um Hayley anzuschießen, sodass Johnny sich retten kann.                                 |           |                                         |                       |                                     |                                       |                    |                                |
| 24 | 24        | -                                       | Border Town           | 17. März 1960                       | -                                     | Don Taylor         | William Link, Richard Levinson |
| Al Parker (Paul Carr) raubt das Geschäft von Case aus und erschießt ihn, als er sich wehren will. Johnny Ringo und Cully folgen Parker nach Bordertown, einer Stadt, durch die die Grenze zwischen Arizona und New Mexico verläuft. Zusammen mit dem dortigen Sheriff Pike (Robert Burton) wollen sie ihn im Lokal von Kirk (Ed Nelson) verhaften, doch Kirk verhilft Parker zur Flucht, in dem er die Grenze ausnutzt. Als Kirks Sängerin Julie (Joyce Meadows) zu Parker fährt, folgt Johnny ihr. Parker nimmt Julie als Geisel, doch Kirk, der kurz danach eintrifft, überwältigt ihn. Parker greift trotzdem zur Waffe und Johnny erschießt ihn. Zurück in Velardi erfährt Johnny, dass Laura die Stadt verlassen hat.                                                                          |           |                                         |                       |                                     |                                       |                    |                                |
| 25 | 25        | Johnny Ringo wird gejagt                | The Gunslinger        | 24. März 1960                       | 7. Feb. 1973                          | Robert M. Leeds    | Stephen Lord                   |
| Vor Jahren musste Johnny Ringo einen der Brüder Brogger erschießen. Später jagten und verletzten sie ihn schwer. Blanchard (Howard Petrie) pflegte ihn, schickte ihn aber bald aus Angst um seine Familie wieder weg. Immer noch verletzt musste er sich gegen den noch sehr jungen Frank Brogger (Harry Dean Stanton) wehren, ließ ihn aber am Leben. Trotzdem verlor Frank einen Arm dabei. Nun ist ein weiterer Brogger in der Stadt und zwingt Johnny in ein Duell. Johnny erschießt ihn, wird dabei aber schwer verletzt. Kaum hat Doc Bardell (John Maxwell) Johnny operiert, greift Frank ihn mit zwei weiteren Männern an. Die Stadtbewohner erschießen Frank und vertreiben seine Begleiter.                                                                                               |           |                                         |                       |                                     |                                       |                    |                                |
| 26 | 26        | -                                       | The Vindicator        | 31. März 1960                       | -                                     | William D. Faralla | John Marsh                     |
| Annie Garrett wurde erschossen und der junge Brad (Richard Rust) sitzt deswegen bereits bei Johnny Ringo im Gefängnis. Annies Mann Ben (Paul Richards) nimmt dessen Familie als Geiseln, um Johnny zu erpressen, ihm Brad auszuliefern, damit er ihn hängen kann. Als Johnny mit Ben verhandeln will, schießt Ben Brads Vater Seth (Arthur Space) in den Rücken. Um eine weitere Eskalation zu vermeiden, holt Johnny Brad. Ben will nun, dass Johnny Brad hängt, doch Johnny weigert sich. Da kommt es zu einer Prügelei, in deren Verlauf klar wird, dass Ben Annie erschossen hat. Als Ben kurz davor steht, den unbewaffneten Johnny zu töten, wird er vom im Hintergrund wartenden Cully erschossen.                                                                                           |           |                                         |                       |                                     |                                       |                    |                                |
| 27 | 27        | -                                       | Black Harvest         | 7. Apr. 1960                        | -                                     | Dick Moder         | John Falvo                     |
| Lucas Frome (Royal Dano) wurde von seiner ersten Frau angeschossen, als sie ihn für einen Liebhaber verließ. Nun hält er seine zweite Frau Lettie (Aneta Corsaut) wie eine Sklavin; sie hat darüber bereits ihre Stimme verloren. Er spricht sie mittlerweile mit dem Namen seiner ersten Frau an. Letties Burder Paul Connell (William Phipps) versucht, sie zu befreien, wird aber von Frome gefangen und eingesperrt, genauso wie Johnny Ringo, als er Connells Verschwinden untersucht. Als er auch noch Cully überwältigt und fast gleichzeitig Johnny und Connell ausbrechen, will Frome, endgültig wahnsinnig geworden, die Farm mit Dynamit zerstören. Dabei kommt er ums Leben, alle anderen bleiben unverletzt.                                                                           |           |                                         |                       |                                     |                                       |                    |                                |
| 28 | 28        | Johnny Ringo und der tote Richter       | Judgement Day         | 14. Apr. 1960                       | 28. Feb. 1973                         | Dick Moder         | Frederick Louis Fox            |
| Richter Bentley (Harry Townes) fällt Ringo durch zu milde Urteile auf. So spricht Bentley den Postkutschenräuber und Mörder Junior Carvalho (Wright King) frei. Daher verpflichtet Johnny den Richter für die Jagd nach Bankräubern als Deput, doch wird dieser bei der Jagd erschossen. Johnny kann die Täter ermitteln: Junior, den er bei dem Versuch, ihn zu verhaften, erschießen muss, und dessen Komplize Jessie (Brett King). Nach Jessies Verhaftung kann Johnny Hewitt Summers (Raymond Bailey), der den Tod des Richters untersucht, beweisen, dass sich dieser für seine milden Urteile bezahlen ließ. Er forderte dabei so viel, dass nichts mehr für Junior und Jessie übrig blieb. Deswegen ermordeten sie ihn.                                                                      |           |                                         |                       |                                     |                                       |                    |                                |
| 29 | 29        | -                                       | The Killing Bug       | 28. Apr. 1960                       | -                                     | Tom Gries          | Tom Gries                      |
| Drei Fremde kommen nach Velardi, angeführt von Matt Sample (Buddy Ebsen). Kurz danach gibt es den ersten Toten: Hanford, einer der Besitzer des Ladens der Stadt. Schon bald gibt es Spannungen. Hanfords Sohn Charlie (Wayne Rogers) und Partner George Haig (Michael Hinn) auf der einen Seite und die Fremden auf der anderen. Keine der Seiten will Frieden oder auch nur erklären, was los ist. Johnny Ringo findet heraus, dass es sich um eine Racheaktion wegen des Johnson County War handelt. Er kann die kommende Schießerei nicht abwenden, auch Haigs Frau (Lorna Thayer) will ihm nicht dabei helfen. Und so kommt es zur Schießerei, in deren Verlauf alle Beteiligten außer Johnny niedergeschossen werden. Es wird nicht klar, ob und wer überlebt hat, es ist auch nicht wichtig. |           |                                         |                       |                                     |                                       |                    |                                |
| 30 | 30        | -                                       | Soft Cargo            | 5. Mai 1960                         | -                                     | Dick Moder         | Barney Slater                  |
| Zu einer Zeit, in der eine Gruppe Comancheros Siedler und deren Familien überfällt und tötet, sollen Tänzerinnen, darunter Rhoda (Dyan Cannon), nach Velardi kommen. Doch zunächst kommt nur eine. Sie berichtet, dass zwei Verbrecher, Logan (Michael Fox) und Dolan (Steven Marlo), den Manager erschossen und die Leitung der Truppe übernommen haben. Johnny Ringo und Cully können Logan, der die Frauen an die Comancheros verkaufen will, und Dolan überwältigen. Alle fahren zu dem Treffen mit den sieben Comancheros. Es kommt zu einer Schießerei, bei der die Verbrecher und die meisten Comancheros getötet werden. |           |                                         |                       |                                     |                                       |                    |                                |
| 31 | 31        | -                                       | Single Debt           | 12. Mai 1960                        | -                                     | Arthur Hilton      | Tony Habeeb                    |
| Johnny Ringo taumelt nach Whiskey riechend in die Stadt, geht zum Saloon, ruft die Scanlon Brüder heraus und erschießt die beiden, die herauskommen. Der Grund: Weil die Familie Chung ihr Land nicht an Burt Scanlon (Warren Oates) verkaufen will, setzen Burt und seine beiden Brüder sie in der Wüste aus. Als Johnny Ringo sie findet, lebt nur noch Charlie (James Hong), der ihm von der Sache erzählt, bevor er stirbt. Johnny wird von den Scanlons überwältigt, und mit einer Flasche Whiskey zurückgelassen. Wieder erholt jagt Johnny Burt, der vor dem Saloon nicht dabei war. Nun lässt er Burt zurücklaufen, doch holt er in abends ab, weil: Der Tod in der Wüste hat eine gewisse Würde, der am Galgen nicht.                                                                      |           |                                         |                       |                                     |                                       |                    |                                |
| 32 | 32        | Johnny Ringo und der Fremde             | The Stranger          | 19. Mai 1960                        | 14. März 1973                         | Dick Moder         | James Hurley                   |
| Lil Blanchard (Susan Cummings) kommt in Begleitung von Jeffrey Blake (Charles Aidman) zurück nach Velardi. In der gleichen Kutsche kommt Tad Stuart (Burt Reynolds), ein rüpelhafter Schläger, der sich an Johnny Ringo rächen will und dazu zwei Begleiter mitgebracht hat. Die drei belästigen Lil und Blake, der sich stets wie ein Gentleman verhält. Nachdem sie Cully überfallen und gefesselt haben, will Stuart Ringo zu einer Schießerei provozieren, die einer seiner Kumpane aus dem Hinterhalt entscheiden soll. Dazu belästigen sie Lil so sehr, dass ein Eingreifen nötig wird. Dies erledigt Blake im Alleingang; er ist Karatekämpfer. |           |                                         |                       |                                     |                                       |                    |                                |
| 33 | 33        | -                                       | The Derelict          | 26. Mai 1960                        | -                                     | David Lowell Rich  | John Marsh                     |
| Der Farmer Wes Tymon (Martin Landau), der wegen der Trockenheit eine Missernte hat und dessen hungernde Frau Carrie (Enid Jaynes) hochschwanger ist, bittet Bankbesitzer und Stadtratsmitglied Cartwright (John Anderson) um einen Kredit, den dieser so arrogant ablehnt, dass es zu einem Streit kommt, in dem Cartwright verletzt wird. Johnny Ringo verhaftet Tymon, begleitet ihn aber zu dessen Farm, aber Cartwright folgt mit dem Stadtrat um dies zu unterbinden. Es entsteht eine weitere Auseinandersetzung, die durch das Schreien des Babys beendet wird. Carrie war aber zu schwach und ist gestorben. Am nächsten Tag kommt der Stadtrat mit Verpflegung, Saatgut und dem Kredit zurück. Cartwright wurde überredet, die Anzeige zurückzuziehen und aus dem Stadtrat zurückzutreten. |           |                                         |                       |                                     |                                       |                    |                                |
| 34 | 34        | -                                       | Shoot the Moon        | 2. Juni 1960                        | -                                     | Dick Moder         | Charles A. Wallace             |
| Auf Einladung des US-Präsidenten wollen der italienische Astronom Bevinetto (Frank Silvera) und seine Tochter Fotos einer Mondfinsternis machen – vom Gipfel eines heiligen Berges der Yaqui aus. Der Grundbesitzer Sy Bonnell (Walter Sande) und sein Ziehsohn Chaco (George Keymas), selbst ein Yaqui, wollen das verhindern und warnen vor Racheaktionen. Johnny Ringo folgt dem Befehl aus Washington und bringt Bevinetto zum Gipfel. Auf dem Weg werden sie von als Yaqui verkleideten Weißen überfallen, und Chaco, der Bonnells Sohn ermordet hat, will alle, besonders Bonnell, töten. Johnny wehrt alles ab. Die Bilder gelingen. |           |                                         |                       |                                     |                                       |                    |                                |
| 35 | 35        | -                                       | Killer, Choose a Card | 9. Juni 1960                        | -                                     | Don Taylor         | Patricia Jenkins               |
| Mamie Murphy (Lurene Tuttle), eine alte Bekannte von Johnny Ringo bittet ihn um Hilfe. Dave Matthews, der zusammen mit anderen Mamies Saloon schließen wollte, wurde von ihr bedroht. Kurz danach wurde er erschossen. Mit Hilfe von Sheriff Arson (Whit Bissell) suchen Johnny und Cully den Mörder. Alle Helfer von Matthews wollen Mamie so bald wie möglich tot sehen, gewinnen aber durch Matthews Tod. Nur der Barkeeper Sam (Dabbs Greer) unterstützt Mamie. Am Abend lässt Johnny alle Verdächtigen ins Gefängnis kommen und schlägt ihnen vor, Mamie gleich zu hängen, worauf sie einen Selbstmord vortäuscht. Kurz danach erscheint sie als böser Geist und bringt Sam dazu, den Mord zu gestehen. Johnny soll nun mit Mamies Geld in New Mexico eine Kirche bauen.                       |           |                                         |                       |                                     |                                       |                    |                                |
| 36 | 36        | Johnny Ringo und das unfaire Duell      | Coffin Sam            | 16. Juni 1960                       | 28. März 1973                         | Dick Moder         | Dan Spelling                   |
| Coffin Sam Sabine (Alan Hale Jr.), ein alternder und angeberischer, aber sehr unfairer Revolverheld, bietet Johnny Ringo 100 Dollar an, wenn er absichtlich gegen ihn verliert; er habe eine steife Schusshand. Johnny lehnt ab. Kurz siegt Coffin Sam in seinem nächsten Duell. Mary Agar (Mary Gregory), die Witwe seines Gegners, erzählt Johnny, dass Coffin Sam ihren Mann dafür mit 100 Dollar bezahlt hat. Daraufhin fordert Johnny Coffin Sam heraus und wirft ihm die 100 Dollar vor die Füße. Coffin Sam zieht erst, als Johnny sich umdreht. Da Johnny damit gerechnet hatte, kann er Coffin Sam erschießen. Der junge Billy Counts (Robert Easton) will nach diesem Erlebnis kein Revolverheld mehr werden.                                                                             |           |                                         |                       |                                     |                                       |                    |                                |
| 37 | 37        | Johnny Ringo und der gefangene Bandit   | Lobo Lawman           | 23. Juni 1960                       | 4. Apr. 1973                          | Dick Moder         | Charles A. Wallace             |
| Marshall Kramer (Karl Swenson) kommt mit dem berüchtigten Gangster Garcia (Rodolfo Hoyos Jr.). Er ist auf dem Weg nach Yuma, wo Garcia gehenkt werden soll. Johnny Ringo wartet schon lange darauf, Kramer töten zu können, weil der einen guten Freund Johnnys hinterrücks erschossen hat. Kramer besteht aber darauf, zuerst Garcia nach Yuma zu bringen. Johnny wird mitreisen. Beim ersten Wasserloch gelingt es Garcia, Kramer zu verletzen. Gejagt von Garcias Bande, die von Gonzales (Robert Carricart) angeführt wird, eilen die beiden weiter. Trotzdem werden sie gestellt. Johnny rettet die Lage, indem er alle fünf Verfolger ausschaltet. In Yuma kommt Kramer auf Johnny zu, doch der ist nicht mehr wütend. Sich gegenseitig respektierend verabschieden sie sich.                 |           |                                         |                       |                                     |                                       |                    |                                |
| 38 | 38        | Johnny Ringo reitet in die Falle        | Cave-In               | 30. Juni 1960                       | 11. Apr. 1973                         | William D. Faralla | John Marsh                     |
| Der Revolverheld Clay Horne (Robert Culp) zwingt Carl Cobb (Ralph Moody), einen außerhalb von Velardi lebenden Minenarbeiter, ihm seine Wohnung zu vermieten. Cobb holt Johnny Ringo, der Horne von früher kennt und ihm noch etwas schuldet. In Cobbs Hütte werden die beiden von drei Kopfgeldjägern angegriffen, die auf Horne aus sind. Obwohl es bald nur noch zwei sind, lassen sich Johnny und Horne in die Mine treiben, die von den Verfolgern mittels Dynamit zum partiellen Einsturz gebracht wird. Cully kommt hinzu, erschießt den einen und verletzt den anderen Kopfgeldjäger. Nachdem der Schutt weggesprengt ist, beauftragt Johnny Cully, den überlebenden Kopfgeldjäger ins Gefängnis zu bringen. Von Clay verlangt er, Velardi und Umgebung sofort zu verlassen.                |           |                                         |                       |                                     |                                       |                    |                                |

## Rezeption
Die Kritiken zur ersten Folge von Variety und in der New York Times waren negativ. Es sei eine formelhafte Serie, nichts Neues. Alles sei vorhersehbar, die Serie zeige einen bemerkenswerten Mangel an Originalität.
Gary A. Yoggi zitiert in seinem Buch einen ungenannten Historiker, der in der Serie ein reifes, oft verzweifelndes Porträt einer Stadt in Arizona sah. Spelling habe der Entwicklung der Charaktere eine außergewöhnliche Aufmerksamkeit gewidmet. Außerdem unterstreiche die spärliche Ausstattung die fehlende Moral vieler der Bewohner. Yoggi selbst weist darauf hin, dass die Serie sehr gut die Diskriminierung  von Einwanderern wie Chinesen oder Italienern darstelle.

## Folgen
Nach dem Ende der Serie tourte Don Durant als Johnny Ringo bei Rodeos. Dabei verdiente er gut, er tat es aber auch, um einen neuen Sponsor für die Serie zu finden.
Für Johnny Ringo wurden über 100 Merchandisingartikel, vor allem Spielzeug, produziert. Diese Artikel sind mittlerweile unter Sammlern sehr begehrt. So wurde 2001 ein Spielzeugset für fast 9000 Dollar bei eBay verkauft. In der Liste der wertvollsten Spielzeugsets der Firma Marx aus dem Jahr 2005 standen die Sets von Johnny Ringo auf Platz 1.